# Schumanův plán
Schumanův plán byl plán ke sjednocení Evropy, který 9. května 1950 ve vládním prohlášení představil francouzský ministr zahraničí Robert Schuman a který později vešel ve známost pod jeho jménem. Cílem deklarace francouzské vlády bylo zajištění míru. Plán obsahoval výčet přesných a rychle uskutečnitelných kroků k integraci Evropy. Za základ integračního procesu byla nejprve vybrána spolupráce v oblasti uhlí a oceli (ESUO), v té době dvou nejdůležitějších strategických surovin určených pro vojenský průmysl a výrobu zbraní. Koncepce měla zajistit – a dosud zajistila –, že „válka mezi Německem a Francií bude nejen nemyslitelná, ale také materiálně nemožná“.

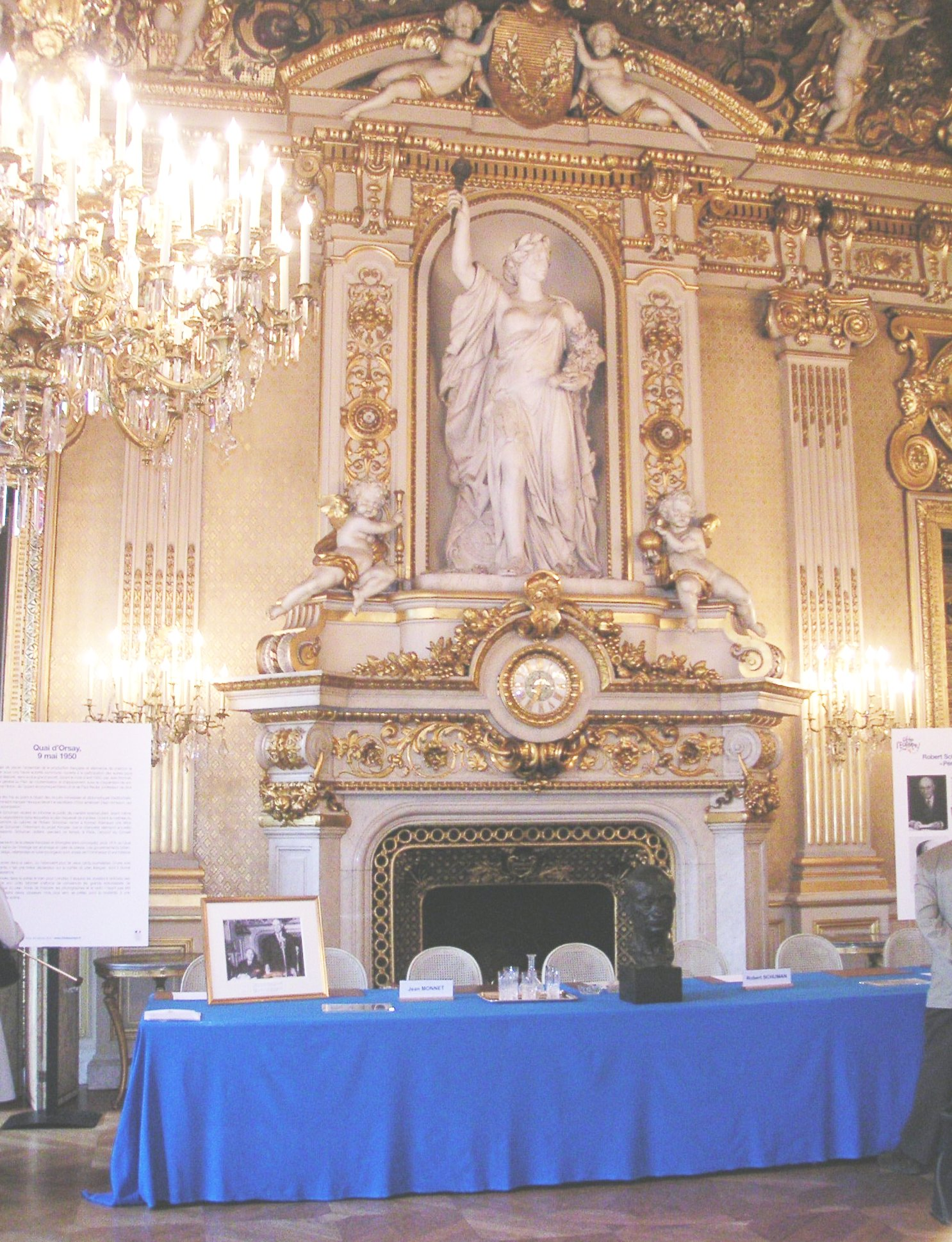
Salon de l'Horloge

Za nejdůležitější úkol při pokusu o toto sjednocení označil Schuman odstranění po staletí se táhnoucího německo-francouzského rozporu, který doposud vždy po nějaké době ohrozil mír v Evropě. Dále Schuman zdůraznil, že místo formulování nesplnitelných cílů by bylo lépe zaměřit úsilí na omezenější, ale uskutečnitelný cíl. Proto navrhl, aby jak německá, tak francouzská těžba uhlí a výroba oceli byly napříště podřízeny společnému dohledu. Spojením těchto dvou základních průmyslových odvětví, bez nichž je každé zbrojení nemožné, by se mohlo navždy zabránit válkám mezi Francií a Německem. Hlavní ekonomickou ideou jeho plánu bylo zřízení společného evropského trhu, díky němuž by mohla být urychlena modernizace a racionalizace výroby. V přechodném období měl Nejvyšší úřad – dozorčí orgán, ve kterém byly zastoupeny všechny zúčastněné země – předložit společný plán rozvoje a investic.
Původní koncepce Jeana Monneta (také z roku 1950) byla zaměřena na Velkou Británii (upřednostňovala USA a Commonwealth). Velká Británie, ač významný producent uhlí a oceli, zůstala mimo ESUO.
Spolkový kancléř Konrad Adenauer Schumanův plán přivítal ještě téhož dne na tiskové konferenci a označil ho za počátek velmi vážně míněných snah o uskutečnění starého snu o německo-francouzském porozumění.

## Úplné znění Schumannovy deklarace
Světový mír by nemohl být zachován bez tvůrčího úsilí, jež je úměrné nebezpečím, která tento mír ohrožují.
Přínos, kterým organizovaná a živá Evropa může přispět civilizaci, je nezbytný pro udržení mírových vztahů. Tím, že už dvacet let Francie usiluje o sjednocenou Evropu, sleduje především jeden cíl – sloužit míru. Sjednocená Evropa vytvořena nebyla, zažili jsme válku.
Evropa se nevytvoří najednou, nebo podle jednoho plánu. Uskuteční se naplňováním konkrétních cílů, vytvářejíc nejprve skutečnou solidaritu. Sdružení evropských národů vyžaduje, aby se skoncovalo s letitým nepřátelstvím mezi Francií a Německem. Cokoli se podnikne v tomto směru, se musí týkat především těchto dvou zemí.
Za tím účelem navrhuje francouzská vláda podniknout okamžitě kroky v jedné poněkud omezené ale rozhodující oblasti.
Navrhuje podřídit celou francouzsko-německou výrobu uhlí a oceli společnému Vysokému úřadu, jako organizaci otevřené účasti jiných evropských zemí. Zavedení společné výroby uhlí a oceli bude mít za následek okamžité vytvoření společných základů pro ekonomický rozvoj, jakožto první etapu Evropské federace, a změní situaci v oblastech, kde se odedávna vyráběly zbraně pro války, jejichž oběťmi byly nejčastěji tyto oblasti samy.
Solidarita ve výrobě, k níž se takto dospěje, bude mít za důsledek, že jakákoli válka mezi Francií a Německem bude nejenom nemyslitelná, nýbrž i prakticky nemožná. Vytvoření této mocné výrobní jednotky, otevřené pro všechny země, které budou chtít se na ní podílet, schopné poskytnout všem zemím, jež bude zahrnovat, základní prvky průmyslové výroby za stejných podmínek, položí reálné základy pro jejich hospodářské sjednocení.
Tato výroba bude nabídnuta celému světu, bez rozdílu či diskriminace tak, aby se přispělo ke zvýšení životní úrovně a k pokroku, pokud jde o mírovou aktivitu. Se zvýšenými zdroji bude moci Evropa dosáhnout úspěchu při plnění jednoho ze svých základních úkolů, a sice v rozvoji afrického kontinentu.
Takto bude možno dospět jednoduše a rychle ke splynutí zájmů, jež je nepostradatelné pro vytvoření ekonomického společenství, a položí se základy pro existenci širšího a hlubšího společenství mezi zeměmi, jež dlouho rozdělovalo krvavé násilí.
Tím, že bude zavedena společná základní výroba, a bude vytvořen nový Vysoký úřad, jehož rozhodnutí bude závazné pro Francii, Německo a pro další země, jež se k nim připojí, vzejde z tohoto návrhu první konkrétní základ Evropské federace, jež je nezbytná pro udržení míru.
Aby se mohlo pokračovat v realizaci takto vytyčených cílů, je francouzská vláda připravena zahájit jednání na těchto základech:
Stanoveným úkolem Vysokého úřadu bude zajišťovat, a to v co nejkratší době, modernizaci výroby a zlepšení její kvality; dodávky, a to za stejných podmínek, uhlí a oceli na francouzský a na německý trh, jakož i na trhy členských zemí; rozvoj společného exportu do dalších zemí; vyrovnání a zlepšování životních podmínek pracujících v těchto průmyslových odvětvích.
Pro dosažení těchto cílů bude, vzhledem k velice rozdílným podmínkám, v nichž se v současné době nachází výroba členských zemí, třeba přijmout dočasně určitá opatření, jež by zahrnovala plán výroby a investic, zavedení mechanismů pro vyrovnání cen, vytvoření fondu na rekonverzi, jež usnadní racionalizaci výroby. Dodávky uhlí a oceli mezi členskými zeměmi budou okamžitě zbaveny veškerých cel a nebudou zatíženy diferenčními dopravními tarify. Postupně se vytvoří podmínky , které spontánně zajistí co nejracionálnější rozdělování výroby na co nejvyšší úrovni produktivity.
Na rozdíl od mezinárodního kartelu, jenž směřuje k přerozdělení a k využívání národních trhů restriktivními opatřeními a k udržování vysokého zisku, zajistí námi navrhovaná organizace fúzi trhů a rozvoj výroby.
Výše definované základní principy a záruky budou obsaženy ve smlouvě, která bude podepsána státy a projde ratifikacemi jejich parlamentů. Jednání potřebná k dohodnutí detailů budou podstoupena za přispění arbitra ustanoveného společnou dohodou. Ten bude pověřen dohledem nad tím, že dosažená ujednání odpovídají uvedeným principům a, v případě, že jednání uvíznou na mrtvém bodě, rozhodne o tom, jaké řešení bude přijato.
Společný Vysoký úřad pověřený řízením tohoto plánu bude tvořen nezávislými osobami, které budou jmenovány vládami na principu rovného zastoupení. Předseda bude vybrán společnou dohodou vlád. Rozhodnutí Úřadu budou účinná ve Francii, Německu a jiných členských zemích. Přiměřená pravidla budou poskytovat možnost odvolání proti rozhodnutí Úřadu.